# Миколаївка (Первомайський район)
Микола́ївка — село в Україні, у Кривоозерській селищній громаді Первомайського району Миколаївської області. Населення становить 121 особу.

## Постаті
Уродженцем села є Дроздовський Володимир Петрович — український мовознавець, доктор філологічних наук, професор.